# Операція «Нескорена свобода» — Філіппіни
Операція «Нескорена свобода» — Філіппіни (англ. Operation Enduring Freedom – Philippines (OEF-P) — військова операція філіппінських та американських збройних сил, що проводиться на території Філіппін. Одна зі складових частин операції «Нескорена свобода», що проводяться під егідою «глобальної війни проти тероризму», спрямованої на ліквідацію воєнізованих угруповань радикальних ісламістів на території країни.
Основним компонентом з боку збройних сил США, що планують, готують та проводять військові операції на території Філіппін за підтримки збройних сил країни, є Командування ССО США «Тихий океан». Головним завданням цих формувань є протидія розповсюдженню тероризму, проведення спеціальних, психологічних та гуманітарних операцій, надання військової допомоги місцевим органам влади та військовим структурам. З січня 2002 року, з моменту початку операції, понад 1 200 оперативників та фахівців спеціальних операцій залучалися до різнорідних операцій, спрямованих на ліквідацію терористичної загрози. Переважно американські та філіппінські військовики діють на острові Басілан, форпосту ісламських бойовиків руху Абу Сайяф.